# Regenrivier

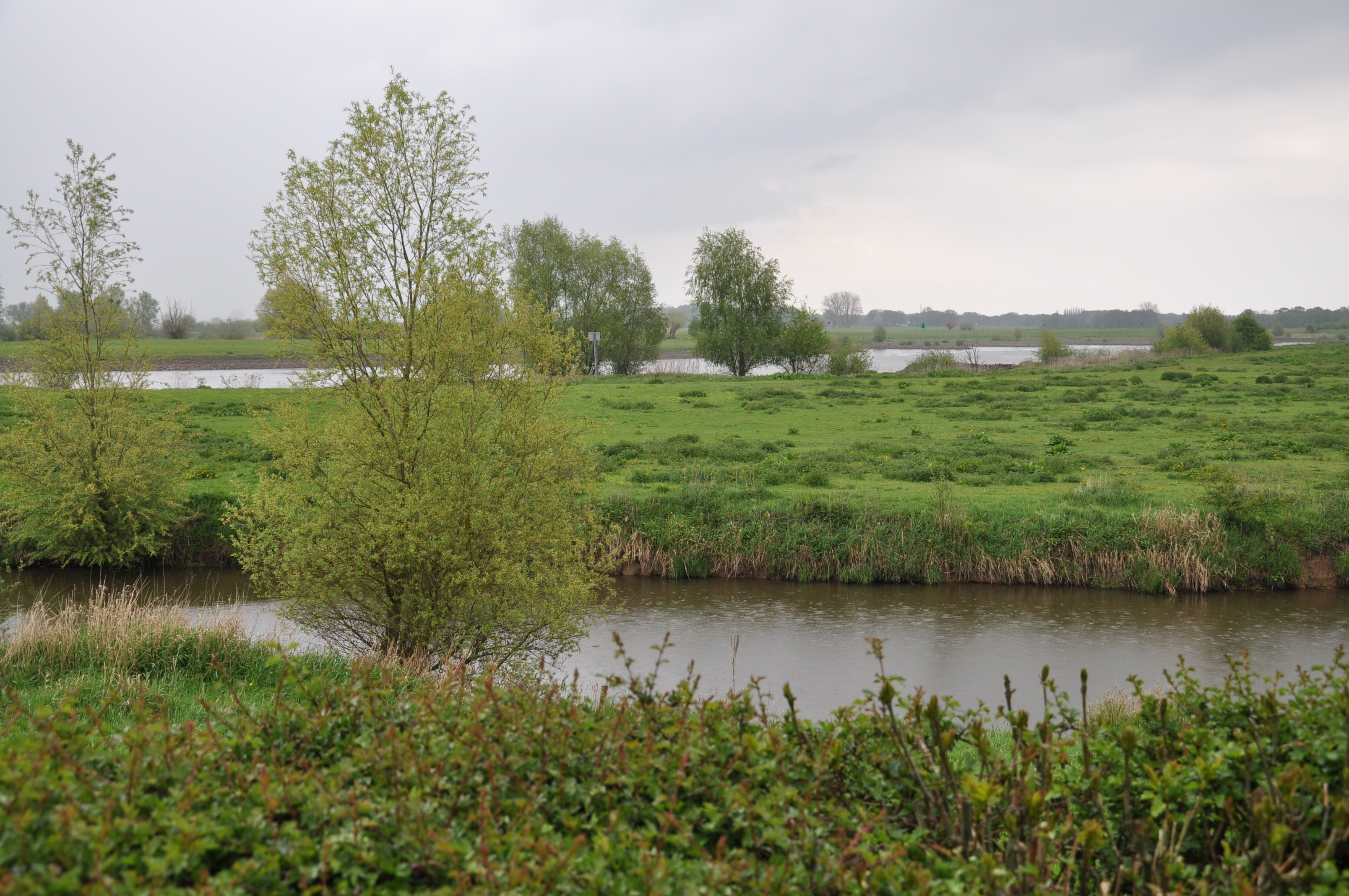
Regen in de IJssel (als aftakking van de Rijn een gemengde rivier)

Een regenrivier is een rivier die volledig wordt gevoed door regen- en/of grondwater. Dit in tegenstelling tot gemengde rivieren en gletsjerrivieren.
Kenmerkend voor een regenrivier is dat de waterstanden sterk kunnen wisselen. Tijdens regenperioden is het debiet van de rivier groot, terwijl in (langere) droge perioden de rivier vaak een lage waterstand kent. 
Met uitzondering van de Rijn en haar aftakkingen komen in Nederland en Vlaanderen alleen regenrivieren voor. De bekendste daarvan zijn de Maas en de Schelde. De Rijn en haar aftakkingen zijn gemengde rivieren, omdat de Rijn in de Alpen ook door gletsjers gevoed wordt.